# Seeg
Seeg är en kommun och ort i Landkreis Ostallgäu i Regierungsbezirk Schwaben i förbundslandet Bayern i Tyskland.  Seeg, som för första gången nämns i ett dokument från 1100-talet, har cirka 3 100 invånare.
Kommunen ingår i kommunalförbundet Seeg tillsammans med kommunerna Eisenberg, Hopferau, Lengenwang, Rückholz och Wald.

## Ortsteile
Seeg består av följande Ortsteile: Albatsried, Amberg, Anwanden, Aufmberg, Bach, Beichelstein, Berkmühle, Biedings, Brandstatt, Buchach, Burk, Dederles, Engelbolz, Enzenstetten, Felben, Goimenen, Greit, Gsöllen, Hack, Hebern, Hitzleried, Hochstraß, Hollen, Hörmatzen, Kirchtal, Langegg, Lobach, Lobacherviehweide, Obermühle, Oberreuten, Rennbothen, Ried, Riedegg, Roßfallen, Schnarren, Schwarzenbach, Schweinegg, Seeg, Seeweiler, Straß, Sulzberg, Tannenmühle, Unterhalden, Unterreuten, Wiesleuten och Zeil.